# Río Ibar

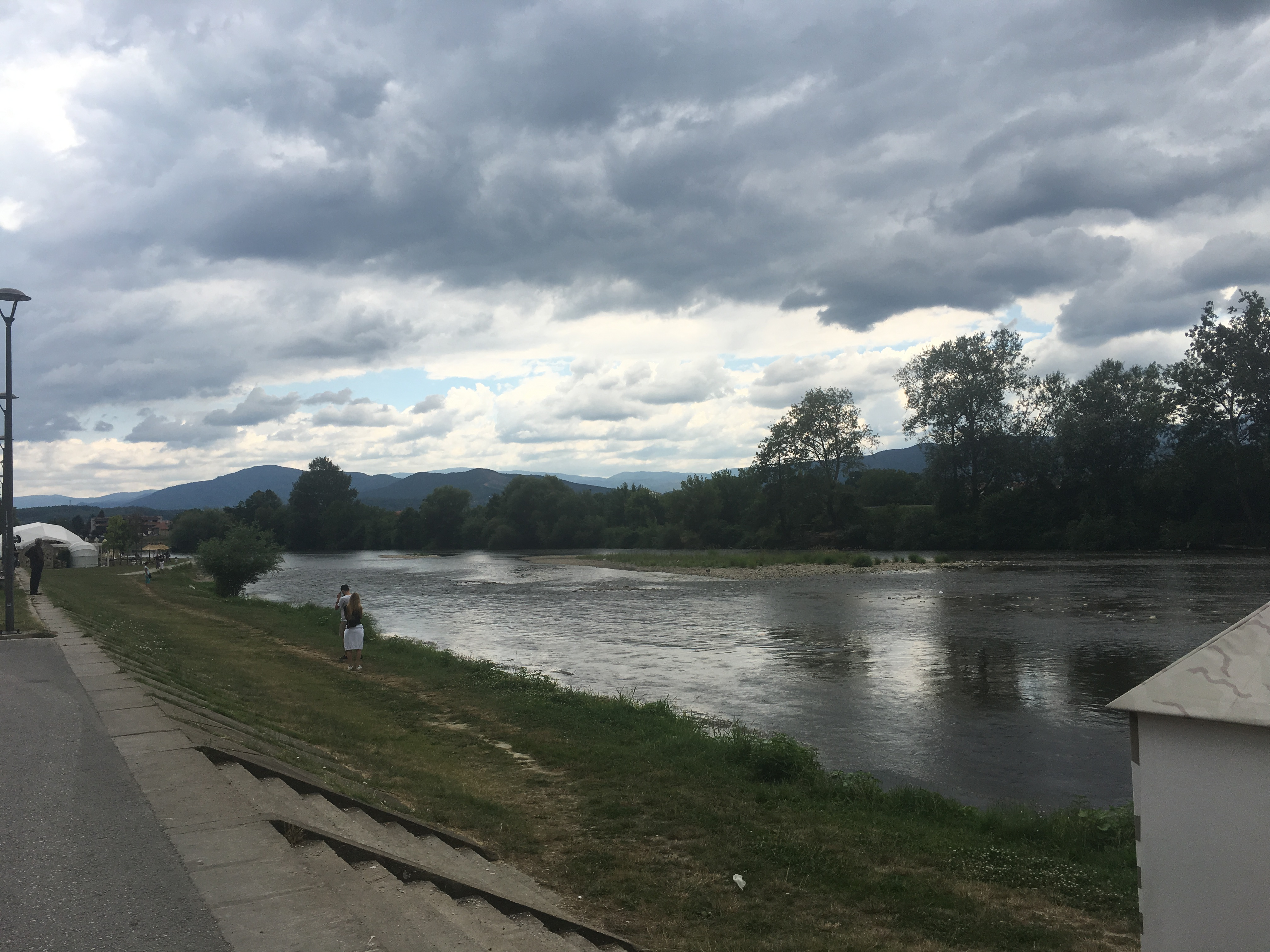
El río Ibar en Kraljevo

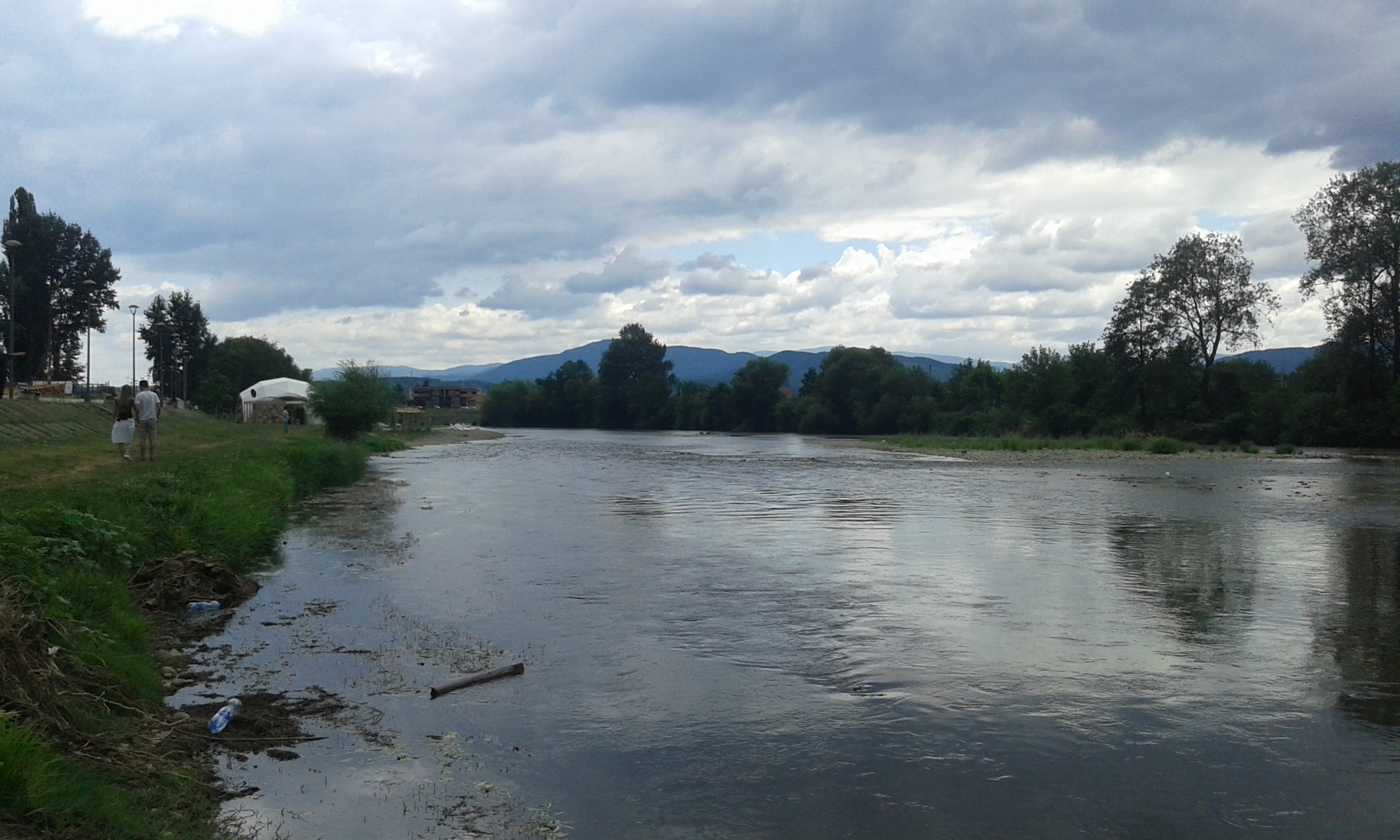
El río Ibar en Kraljevo

El río Ibar (en serbio cirílico: Ибар; en albanés: Ibër) es un río que discurre por Montenegro y Serbia, con una longitud total de 276 km. Nace en Montenegro oriental y, después de pasar a través de Kosovo, desemboca en el Zapadna Morava, en Serbia Central, cerca de Kraljevo.
Pertenece a la cuenca hidrográfica del río Danubio, que acaba desaguando en el mar Negro. Su área de drenaje es de 8059 km², y su caudal medio en la desembocadura de 60 m³/s. No es navegable.

## Curso
El río Ibar se origina en varios manantiales en la montaña Hajla, en Montenegro oriental. Fluye generalmente hacia el noreste del país, pasando a través de pequeñas aldeas antes de introducirse en Serbia. En este tramo no tiene afluentes importantes, y, después de un tramo en que gira hacia el sur, entra en Kosovo.
Continuando hacia el sur, llega a la gran depresión de Kosovo, y a la ciudad de Kosovska Mitrovica. Allí, realiza un nuevo giro hacia el norte para entrar en Serbia Central en la aldea de Donje Jarinje. Más adelante, es embalsado en los lagos artificiales de Gazivode y Pridvorice, que permitan el riego de un área de 300 km². Tras bordear las laderas occidentales de montaña de Kopaonik, recibe a su más largo afluente por la derecha, el Sitnica (90 km), antes de desembocar en el Morava.
Aunque el Ibar no es navegable, muchos de sus tramos son utilizados para realizar ráfting.